# Maria Assunta Pallota
Maria Assunta Pallota (ur. 20 sierpnia 1878 w Force we Włoszech – zm. 7 kwietnia 1905 w Chinach) – błogosławiona Kościoła katolickiego, franciszkanka misjonarka.

## Życiorys
Urodziła się we wsi Force. Pochodziła z biednej rodziny rolników. Jej rodzicami byli Ludwik Pallota i Eufrazja Casali. Następnego dnia po urodzeniu została ochrzczona imionami Assunta Maria Liberata. Maria Assunta Pallota była najstarsza z rodzeństwa – miała jeszcze trzech braci (Aleksandra, Józefa i Wincentego) oraz siostrę Magdalenę. Z powodu biedy już w wieku 11 lub 12 lat zaczęła zarabiać na swoje utrzymanie. Najpierw nosiła kamienie i zaprawę murarską na budowie, później została pomocnicą krawca. I Komunię przyjęła w wieku 12 lat. Pragnęła zostać zakonnicą, jednak na przeszkodzie stało ubóstwo, z powodu którego nie mogła zgromadzić potrzebnego posagu. W 1897 rzymski prałat Canestri przebywał w Force. Maria Assunta zwróciła się do niego z prośbą o radę. Canestri znalazł w Rzymie zgromadzenie, które zgodziło się przyjąć ją bez posagu. W 1898 wstąpiła do franciszkanek misjonarek Maryi. Na jej prośbę pozwolono zachować jej imiona, którymi była ochrzczona, zmieniając tylko ich kolejność na Maria Assunta. Nowicjat odbyła w Grrota Ferrata pod Rzymem, gdzie przebywała jeszcze 2 lata po złożeniu ślubów 8 grudnia 1900. Następnie została wysłana do Florencji, gdzie pomagała w pralni, zajmowała się ogrodem i pielęgnowała chorych. 13 lutego 1904 złożyła śluby wieczyste. Następnie, na swoją prośbę, została wysłana na misje do Chin, dokąd wyruszyła 19 marca 1904. Podczas epidemii tyfusu zaraziła się pielęgnując chorych. Zmarła na tyfus 7 kwietnia 1905.

## Dzień wspomnienia
7 listopada

## Proces beatyfikacyjny
Została beatyfikowana przez Piusa XII 7 listopada 1954 w Rzymie.

## Źródła internetowe
- Życiorys na stronie Niedzieli (Shen-ti znaczy Eucharystia) cz.1 cz.2 cz.3
- Życiorys na stronie franciszkanek misjonarek